# Castrum du Castlar
Le castrum du Castlar ou castrum de Durfort, est un ancien village fortifié médiéval (castrum) doté d'un château-fort. Situé dans le département du Tarn, en région Occitanie, il se trouve sur les hauteurs de la commune de Durfort, à mi-hauteur du puech de Berniquaut, mont surmonté par un oppidum.

## Historique
Le castrum du Castlar est attesté depuis le début du XIIIe siècle, date à laquelle est mentionné le village fortifié dénommé "Castlar". Selon Jean-Louis Biget (1992), il aurait été fondé par la famille des seigneurs de Roquefort, à qui Roger Ier Trencavel aurait fait don des terres en 1141. On trouve aussi un certain Isarn de Castlar, cité à plusieurs reprises comme témoin entre 1142 et 1153. Avant cela, plusieurs nobles issu d'une famille de Durfort sont mentionnés, sans qu'il soit possible d'assurer un lien direct avec le présent castrum. Quel que soit sa date de construction, celui-ci est attribué à la famille de Roquefort, Arnaud-Raymond de Roquefort étant cité seigneur de Durfort, et dépend théoriquement des terres du comté de Toulouse. Néanmoins, les seigneurs de Roquefort sont issus de la puissante maison Trencavel, et lui sont vassaux. Les Trencavel possèdent alors un immense domaine depuis la vicomté d'Albi à celle de Carcassonne, et sont rivaux des comtes de Toulouse. Ainsi, à l'instar du château de Dourgne, le castrum de Durfort dépend féodalement des Trencavel, là où il devrait être rattaché au comté de Toulouse. De plus, le village fortifié relève à cette époque du diocèse de Toulouse, dont il dépendra jusqu'à la création du diocèse de Lavaur en 1317. Sa fondation est un succès, et il réunit rapidement de nombreux habitants, dont la plupart viennent du castrum voisin de Berniquaut, alors en perdition.
Au début du XIIIe siècle, alors que le castrum du Castlar vient d'être bâti, la croisade des albigeois est ordonnée, alors que les seigneurs de Roquefort se rallient au parti cathare et affrontent les croisés, sous la direction du chef de famille, Jourdain de Roquefort, seigneur de Montgey, Durfort et Roquefort. Le castrum ne semble pas avoir été directement touché par les évènements, même s'il abrite alors nombre de parfaits, qui y sont protégés par Jourdain de Roquefort. L'un de ces cathares, Arnaud Raymond Gauti, combattra plus tard au château de Montségur, où il sera mis au bûcher après la défaite cathare en 1244.
Après la soumission en 1246 de Raimond II Trencavel au roi de France, ce dernier impose la destruction de plusieurs châteaux et castrum. Le castrum du Castlar n'est pas de ceux-là, mais ses habitants sont désormais dans l'obligation de prêter allégeance au roi. Le 20 juillet 1257, le nouveau comte de Toulouse, Alphonse de Poitiers, confisque une partie des terres de la famille de Roquefort, dont une part de la seigneurie de Durfort, part qu'il octroie à l'abbaye de Sorèze. Il justifie cette confiscation pour affaiblir les Roquefort, accusés d'hérésie pour leur participation au catharisme. En 1274, un nouveau centre d'habitation est cité à Durfort, en contrebas du castrum, en des lieux plus accessibles. Il devient le centre économique de la seigneurie, là où le Castlar demeure le symbole du pouvoir seigneurial. Ce nouveau bourg, dont l'emplacement est sûrement celui du village actuel de Durfort, entraîne un déplacement de la population qui part du castrum pour s'installer là-bas, où la vie est plus simple et où l'on trouve un revenu économique plus sûr issu de la présence de moulins drapiers sur le Sor. Ce premier exode est bientôt suivi par d'autres qui condamnent le castrum du Castlar. Ainsi, les catastrophes successives que sont la peste noire puis les ravages des Grandes compagnies lors de la guerre de Cent ans, poussent au départ des habitants du castrum, qui s'installent dans la bastide nouvellement créée de Revel, ou dans le village nouveau de Durfort. A la fin du XIVe siècle, il semble dès lors que le castrum du Castlar soit définitivement abandonné.
Il ne demeure aujourd'hui de cet ancien village fortifié que de rares ruines, surplombant le village de Durfort. Une première campagne de fouilles débute en 1976 au niveau du château-fort et permet de mettre au jour une grande partie des fondations du village entier. Néanmoins, on ne sait alors pas encore l'histoire du lieu, ni son utilité. C'est après une seconde campagne entre 1988 et 1992 que ceci est découvert. De plus, la fouille des débris d'un ancien grenier incendié a permis de renforcer les connaissances de l'alimentation médiévale. Les vestiges du castrum du Castlar sont ensuite inscrits au titre de monument historique par arrêté du 24 juillet 1996.

## Organisation
Le castrum du Castlar était défendu par une enceinte fortifiée ouverte en deux endroits, ainsi que par plusieurs douves sèches. Le site s'étend sur près de 3400 m², et ressemble fortement au castrum de Roquefort, dont il s'inspire ouvertement. Il se compose de trois ensembles. Ainsi, au point culminant était bâti le château-fort, se présentant sous la forme d'une tour, d'un logis seigneurial, de dépendances et d'une basse-cour fermée par des courtines. On trouvait alors deux centres d'habitations, le plus ancien situé sur une première terrasse directement en dessous du château, le plus récent sur une seconde terrasse en contrebas. On trouvait alors aussi quelques maisons construites en dehors des remparts. On ne trouvait pas d'église sur le site, ce qui s'explique à la fois par le manque d'espace libre, mais aussi par la présence de nombreux cathares, réticents à l'idée d'en bâtir une. On trouvait à l'inverse de nombreux silos à grains, creusés à même le roc.
Les maisons étaient généralement austères et modestes, et se servaient du relief des terrasses pour s'élever. Construites en pierre locale (schiste et calcaire), elles se séparaient en pièces de vie, et possédaient parfois une petite cour orientée au Sud, pour les propriétaires les plus riches.